# Sobór Zwiastowania w Moskwie

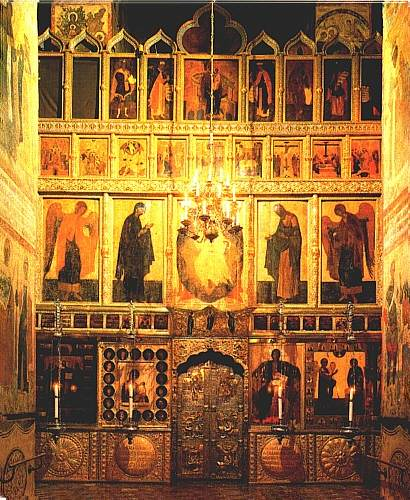
Ikonostas

Sobór Zwiastowania (ros. Благовещенский собор в Москве; inna nazwa: Sobór Zwiastowania na Kremlu moskiewskim – Благовещенский собор Московского Кремля) – sobór położony w obrębie moskiewskiego Kremla na Placu Soborowym. W przeszłości prywatna cerkiew carów rosyjskich, której kapłan był zarazem spowiednikiem rodziny panującego.

## Historia
Obecna cerkiew została wzniesiona przez zespół architektów z Pskowa w latach 1484–1489 na miejscu wcześniejszej, czternastowiecznej świątyni pod tym samym wezwaniem. W momencie oddania do użytku sakralnego była o wiele skromniej dekorowana i miała jedynie trzy z obecnych siedmiu kopuł. W latach 70. XVI w. sobór został rozbudowany o dodatkowe kaplice i siedem złoconych kopuł. Inicjatorem tej przebudowy był Iwan Groźny. On też, nie mogąc po zawarciu czwartego małżeństwa wchodzić na teren cerkwi i uczestniczyć w nabożeństwach, rozkazał zbudować tylko dla siebie dodatkową kaplicę. Przy przebudowie obiekt został utrzymany w stylu typowo rosyjskim, z elementami włoskiego renesansu.
Za panowania Iwana Groźnego była też kontynuowana budowa 81-metrowej wieży św. Jana. Budowa tej najwyższej wieży soboru, nazywanej również dzwonnicą Iwana Groźnego została rozpoczęta w 1505 r. przez Marco Bono a zakończona w 1600 r. W wiekach XVIII i XIX sobór był poddawany remontom.
W czasie rewolucji październikowej, gdy Kreml był ostrzeliwany, cerkiew poważnie ucierpiała. Po wprowadzeniu się na Kreml pierwszej Rady Komisarzy Ludowych z Włodzimierzem Leninem na czele obiekt został całkowicie zamknięty. Dopiero po II wojnie światowej, podobnie jak inne sobory kremlowskie, i ta cerkiew została zmieniona w galerię sztuki sakralnej, którą to funkcję pełni do tej pory.

## Architektura
Podobnie jak inne sobory w kompleksie architektonicznym Kremla, również i ten został wzniesiony z cegły i białego wapienia. Z zewnątrz jest skromnie dekorowany płaskorzeźbami w kształcie łuków, zwłaszcza poniżej kopuł. Wnętrze cerkwi wyróżnia się bogactwem dekoracji, szerokim wykorzystaniem złota i obfitością fresków. Większość dekoracji malarskiej pochodzi z kolejnych remontów obiektu w XVII i XIX w. Można jednak znaleźć również fragmenty pierwszych malowideł wykonanych przez Teodozego, syna Dionizego w 1508, przedstawiających zdobycie Jerycha, proroka Jonasza, Drzewo Jessego oraz Trójcę Świętą. Filary soboru pokrywają wizerunki książąt moskiewskich. XVII-wieczny ikonostas wypełniają zarówno pierwsze cerkiewne ikony, przeniesione jeszcze z nieistniejącej cerkwi z XIV w., jak i dzieła reprezentujące późniejsze epoki. Wśród tych pierwszych znajdują się prace Andrieja Rublowa (Archanioł Michał i Święty Piotr) oraz Teofana Greka (Bogurodzica, Chrystus na tronie, Święty Jan Chrzciciel, Święty Paweł Apostoł, Święty Jan Chryzostom, Archanioł Gabriel. Do dzisiaj widoczna jest galeria przeznaczona dla rodziny carskiej.